# 林积灿
林积灿（？—），男，汉族，福建石狮人，中华人民共和国政治人物。现任厦门创冠集团有限公司董事局主席。第十二、十三、十四届全国政协委员。